# 厚昌大屋
厚昌大屋，位于中国广东省云浮市郁南县大湾镇大湾寨，为郁南县的一个县级文物保护单位，类型为古建筑，公布时间为2005年9月14日。
厚昌大屋的历史年代为民初。